# August Friedrich Kirsch

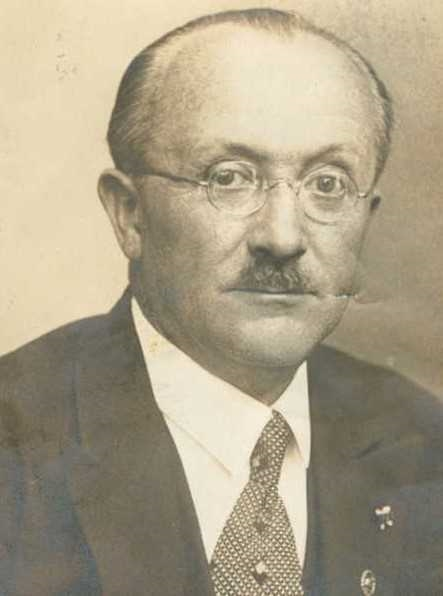
Bild von August Friedrich Kirsch

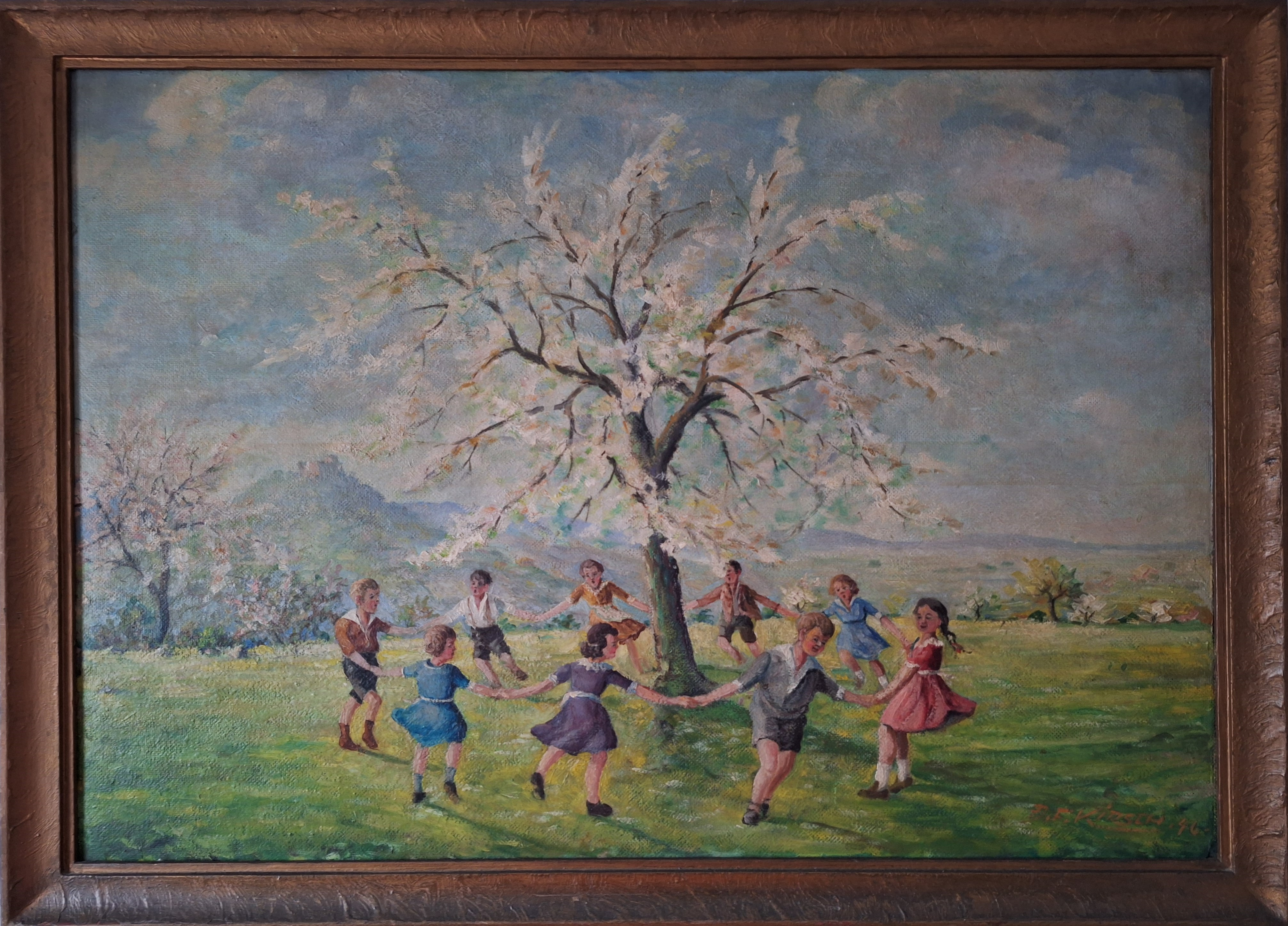
Ölgemälde von August Friedrich Kirsch

August Friedrich Kirsch (* 31. August 1882 in Dürkheim; † 27. November 1949 in Neustadt an der Haardt) war ein deutscher Dekorations- und Landschaftsmaler.

## Leben und Werk
August Friedrich Kirsch wurde in eine künstlerisch geprägte Familie hineingeboren.
Sein Vater Friedrich Kirsch (1846–1918) war Malermeister. Dieser ehelichte 1873 die aus Dürkheim kommende Augustina Stephanie Kinzel (1844–1897), deren Vorfahren teilweise aus der französischen Schweiz stammen.
Kirsch soll eine Kunstausbildung an einer Kunstschule oder Kunsthochschule absolviert haben, wobei genaue Details aufgrund von Zerstörungen im Zweiten Weltkrieg nicht mehr belegbar sind.
Bekannt wurde er für seine in Öl gemalten Blumen- und Früchtestillleben sowie Landschafts- und Tiermotive. Seine Landschaftsgemälde bezogen sich vorwiegend auf die Pfalz. Vor allem die Kropsburg, das Kloster Limburg und die Reichsburg Trifels waren wiederkehrende Motive in seinen Werken.
Am 23. September 1905 heiratete August Friedrich Kirsch in Edenkoben Maria Zimpelmann (1884–1978), die aus einer Winzerfamilie stammte und eine entfernte Großnichte von August Croissant war. Aus der Ehe gingen zehn Kinder hervor, von denen sich die zwei Söhne gleichermaßen der Malerei widmeten. Die Familie lebte unter anderem in Edenkoben, Pirmasens und Karlsruhe, bevor sie sich in Neustadt niederließ. In Letzterem befand sich sein Atelier in der Kellereistraße 10a.
Während des Ersten Weltkrieges wurde Kirsch von der 5. Königlich Bayerischen Landwehr-Infanterie-Brigadein Metz eingezogen.
Am 27. November 1949 verstarb August Friedrich Kirsch nach schwerer Krankheit in Neustadt.